# Lee Aaron
Lee Aaron, nascut com a Karen Lynn Greening (Belleville, Ontario, Canadà, 21 de juliol de 1962) és una cantautora canadenca.
Després de participar en teatre musical dels cinc als diset anys i de formar part de les bandes de jazz i concerts de l'escola secundària, s'aproximà al heavy metal, després d'una audició d'una banda de rock local de Brampton, a Ontario, coneguda com a 'Lee Aaron', assumint el nom de la banda com a propi. Com a artista en solitari amb una banda secundària de suport, Lee Aaron fou coneguda com la "reina del metall del Canadà" per la seva popularitat en el gènere de heavy metal. El primer LP d'Aaron, "The Lee Aaron Project", es publicà el 1982.
Durant els anys 80 va interpretar rock dur i rock melòdic, en àlbums com Metal Queen (1984) i Call Of The Wild (1985), i després va aconseguir èxit comercial al Canadà i Europa amb el seu àlbum homònim Lee Aaron (1987) i Body Rock de 1989, que va disparar després del doble platí 200.000 unitats) al Canadà. A partir de 1983 va fer gires per Anglaterra i Alemanya, convertint-se en l'atracció de concerts i festivals. Al Canadà, les seves aparicions durant els anys vuitanta es limitaven generalment a les discoteques. Els èxits "Metal Queen" i "Only Human" van aparèixer als àlbums de 1984 i 1987 respectivament. L'àlbum de hard-rock Bodyrock, publicat el 1989, va vendre més de 200.000 còpies al Canadà i va incloure les populars cançons i vídeos "Whatcha Do to My Body" i "Hands On". El seu èxit la va portar al primer rang de cantants de rock canadencs el 1990. El 1991 publicà un segon àlbum de rock, Some Girls Do.
A mitjans de la dècada dels 90, Aaron va passar una fase grunge de curta durada i, finalment, va deixar de fer discos de rock del tot, quan va començar a cantar jazz. Cansada de la imatge obertament sexual utilitzada sense parar en el màrqueting, Aaron va acabar el seu contracte amb 'Attic Records' a principis dels anys noranta. Va gravar el seu vuitè disc, "Emotional Rain", amb el seu propi segell, 'Hipchic Music'. En aquest àlbum Aaron va col·laborar per darrera vegada amb el company de composició de cançons John Albani, que anteriorment també fou el guitarrista de la seva banda. Després de publicar un àlbum homònim amb la banda '2 Preciious' el 1996, Aaron reaparegué a la costa oest el 1997 amb un so reinventat. Basant-se en la música de Nina Simone, Ella Fitzgerald i Billie Holiday, Aaron començà a interpretar cool-jazz i blues i va publicar el seu primer àlbum de jazz, Slick Chick, el 2000. El 2002 estrenà l'òpera 120 Songs for the Marquis de Sade de Peter Hannan, actuant amb la Modern Baroque Opera Company de Vancouver. El 2004 llançà el seu segon àlbum de jazz. Ha estat nominada a 10 premis Juno. Actualment està casada amb el seu bateria John Cody, i és mare de dos fills.